# Melanto (filla de Doli)
Melanto (en grec antic Μελανθώ), d'acord amb la mitologia grega, va ser una dona d'Ítaca, filla de Doli.
Estava al servei de Penèlope, que l'havia tinguda des que era petita, i tanmateix es va posar de part dels pretendents quan tornà Odisseu. Per castigar la seua deslleialtat, Odisseu la feu executar, penjant-la com a la resta dels criats infidels, després de la matança dels pretendents. Era germana del cabrer Melanti, que a l'arribada a Ítaca d'Odisseu disfressat de captaire, se li mostrà insolent i va prendre partit pels pretendents.